# Thomas Oláh

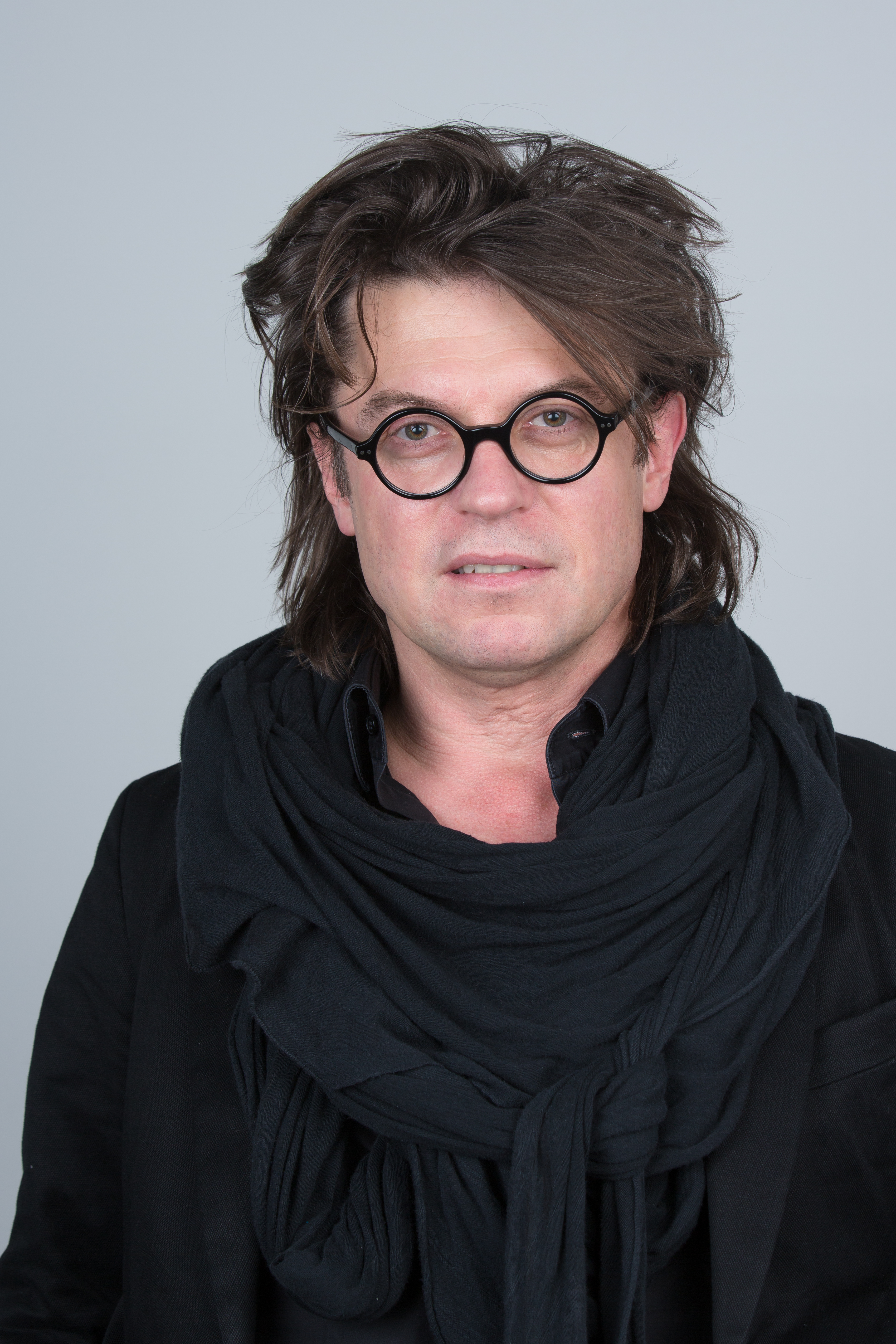
Thomas Oláh (2016)

Thomas Oláh (* 3. August 1966 in Wien) ist ein österreichischer Kostümbildner.

## Leben
Thomas Oláh studierte von 1985 bis 1987 Theaterwissenschaft, Philosophie und Kunstgeschichte an der Universität Wien. Er machte ab 1986 zudem eine Lehre als Damenkleidermacher, die er 1989 abschloss. Von 1988 bis 1992 studierte er Modedesign an der Universität für angewandte Kunst Wien. Oláh war ab 1990 als Kostümbildner für Werbefilme tätig. Er gründete 1993 die Kostümwerkstatt Oláh, die Kostüme für das Theater an der Wien, die Wiener Staatsoper, die Bayerische Staatsoper, das Opernhaus Zürich, die Wiener Festwochen und weitere Bühnen herstellte. Oláhs Arbeitsschwerpunkt als Kostümbildner verlagerte sich zunehmend vom Theater zu Film und Fernsehen.
2006 unterrichtete er erstmals an der Universität für angewandte Kunst Wien, an der er 2007 mit einer Dissertation über militärische Elemente in der Mode den Doktortitel erwarb. 2023 veröffentlichte er seinen Debütroman Doppler, mit dem er für den Deutschen Buchpreis  (Longlist) sowie für den Debütpreis des Österreichischen Buchpreises 2023 nominiert wurde.
Oláh ist Mitglied der Akademie des Österreichischen Films. und der Deutschen Filmakademie.

## Filmografie
- 1994: Ich gelobe

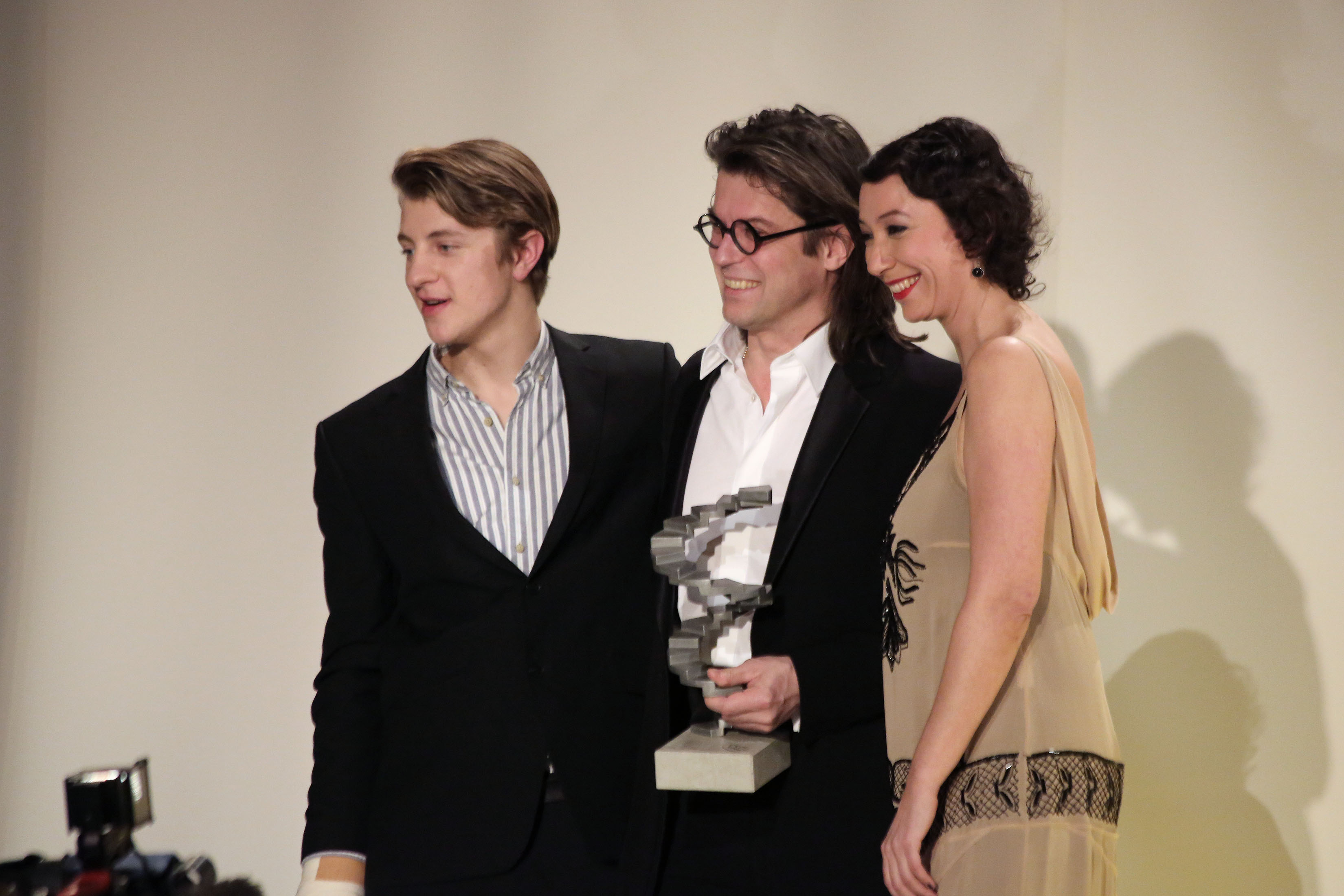
Thomas Oláh (Mitte) mit dem Österreichischen Filmpreis 2013, den er für das Kostümbild für Die Vermessung der Welt erhielt

- 1994: Die Knickerbocker-Bande: Das sprechende Grab
- 1995: Internationale Zone
- 1995: Nachtbus
- 1996: Der Hausbesorger oder Ein kurzer Film über die Ordnung
- 1998: Frauen lügen nicht
- 1998: Kleine Semmeln
- 1999: Die Nichte und der Tod (Fernsehfilm)
- 1999: Tatort: Passion
- 2000: Frische Ware
- 2000: Geier im Reisrand
- 2001: Die Gottesanbeterin
- 2001: Spiel im Morgengrauen
- 2002: MA 2412 (acht Folgen)
- 2002: Poppitz
- 2003: MA 2412 – Die Staatsdiener
- 2003: Ravioli
- 2004: Antares
- 2004: Mein Vater, meine Frau und meine Geliebte
- 2005: Kabale und Liebe
- 2005: Im Reich der Reblaus
- 2006: König Otto
- 2007: Free Rainer – Dein Fernseher lügt
- 2007: Midsummer Madness
- 2008: Der Prager Frühling
- 2008: Transsiberian
- 2009: Mein Kampf
- 2009: Women Without Men
- 2010: 3faltig
- 2010: Jud Süß – Film ohne Gewissen
- 2010: Der Täter
- 2011: Die Konterrevolution
- 2012: Die Machtergreifung
- 2012: Die Vermessung der Welt
- 2013: Der Medicus
- 2014: Stonehearst Asylum – Diese Mauern wirst du nie verlassen
- 2015: Käthe Kruse
- 2017: Maximilian – Das Spiel von Macht und Liebe
- 2018: Der Pass (Fernsehserie)
- 2019: Ich war noch niemals in New York
- 2019–2023: Vienna Blood (Fernsehreihe)
- 2021: Tribes of Europa (Fernsehserie)

## Publikationen (Auswahl)
- 2008, Ares und das Band der Charis: militärische Elemente in der Mode Zentraleuropas von den 1950er Jahren bis 2000, Dissertation, Praesens-Verlag, Wien 2008, ISBN 978-3-7069-0493-3
- 2023, Doppler, Roman, Müry Salzmann Verlag, Salzburg 2023, ISBN 978-3-99014-239-4.

## Auszeichnungen
- Bestes Kostümbild, Österreichischer Filmpreis 2013 (für Die Vermessung der Welt)[7]